# Sexiest Woman Alive

Sexiest Woman Alive („Cea mai sexy femeie în viață”) a fost o distincție internațională acordată anual de revista pentru bărbați, Esquire. La bărbați, distincția similară, „Sexiest Man Alive”, este acordată de magazinul People. Scarlett Johansson este singura persoană care a câștigat titlul de două ori (2006, 2013).

## Câștigătoarele distincției
- 2004: Angelina Jolie[1]
- 2005: Jessica Biel
- 2006: Scarlett Johansson[1]
- 2007: Charlize Theron
- 2008: Halle Berry
- 2009: Kate Beckinsale[2]
- 2010: Minka Kelly
- 2011: Rihanna
- 2012: Mila Kunis[1]
- 2013: Scarlett Johansson[1]
- 2014: Penélope Cruz
- 2015: Emilia Clarke[3]

## Imagini

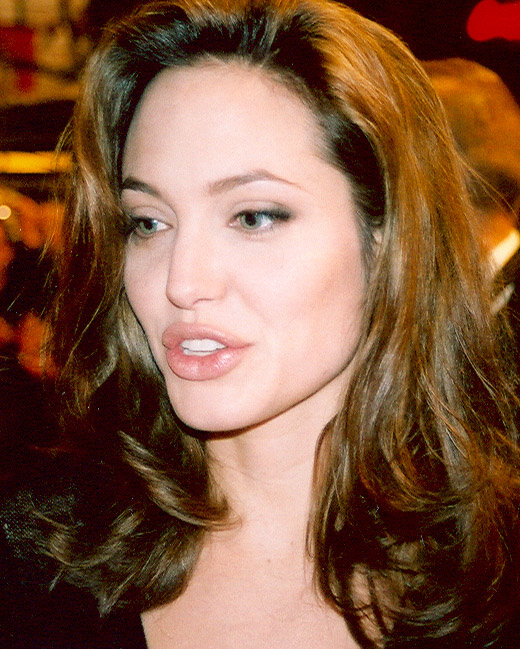
2004: Angelina Jolie
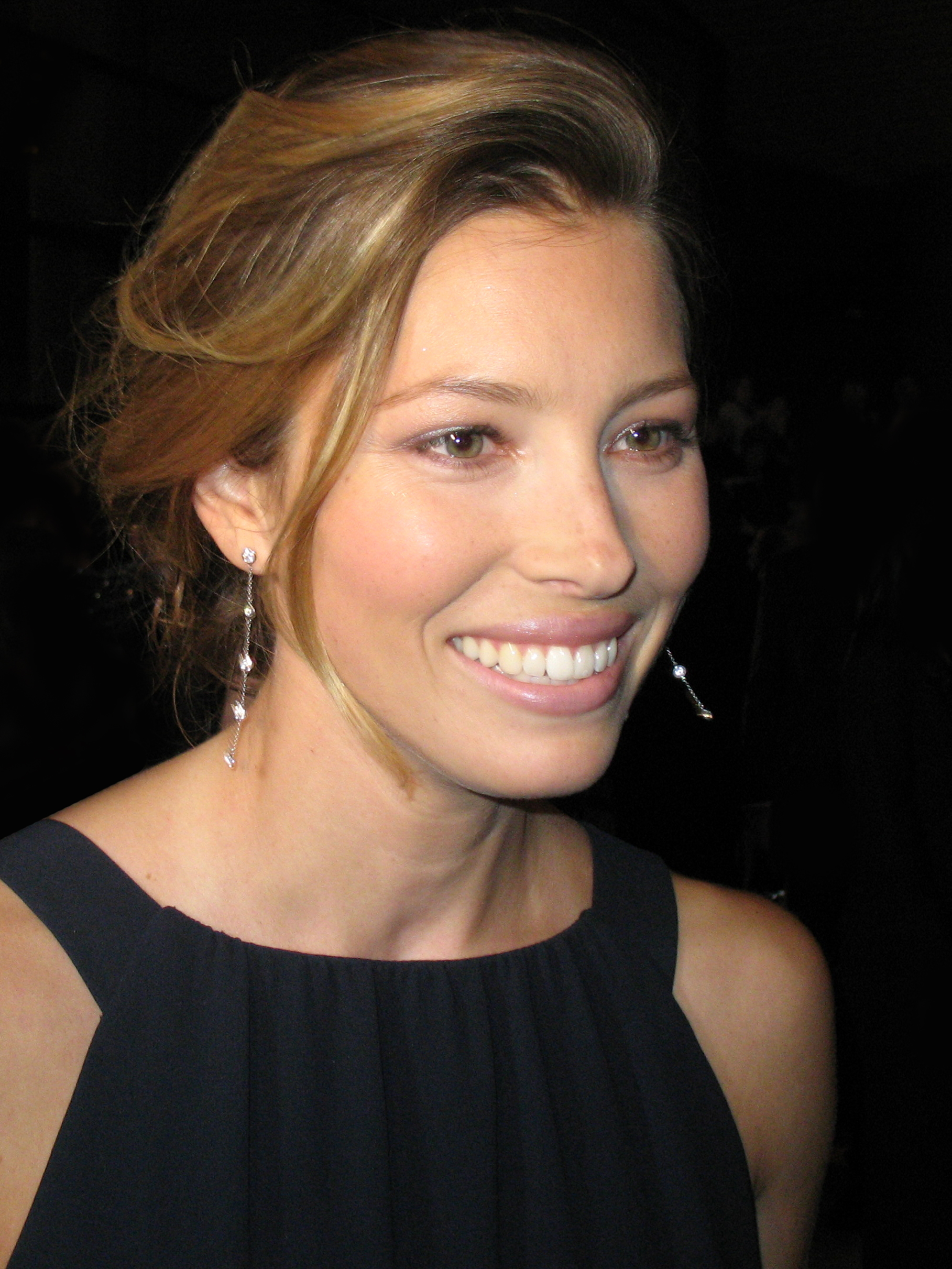
2005: Jessica Biel
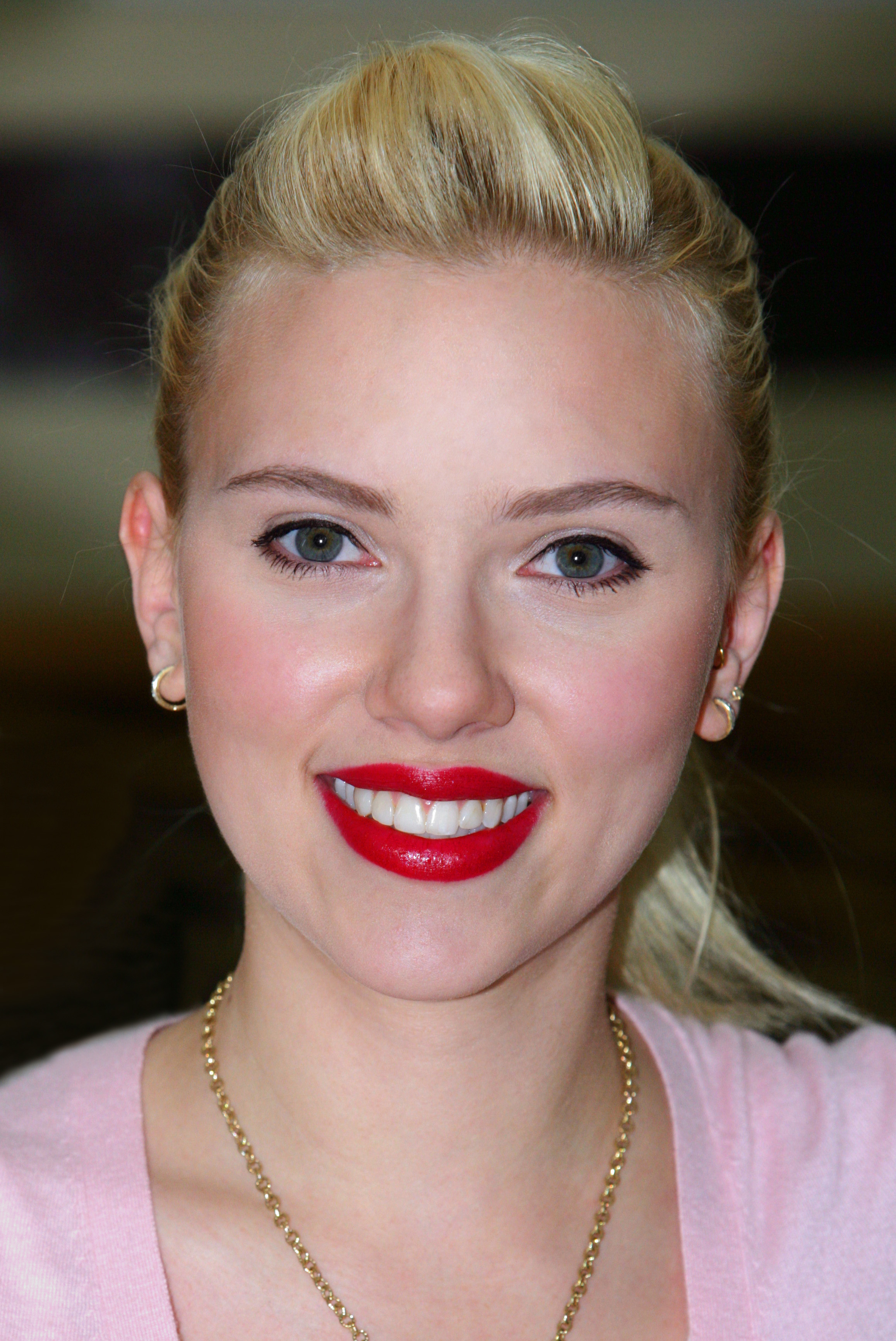
2006 și 2013: Scarlett Johansson
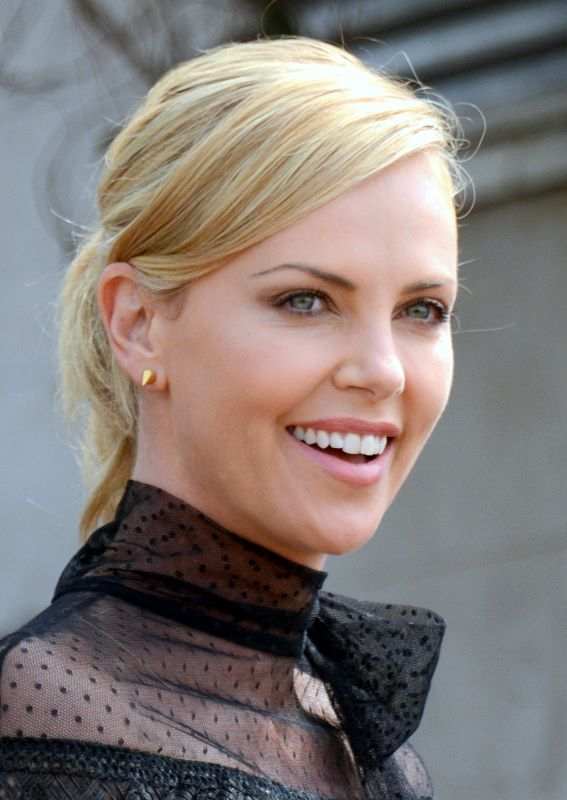
2007: Charlize Theron
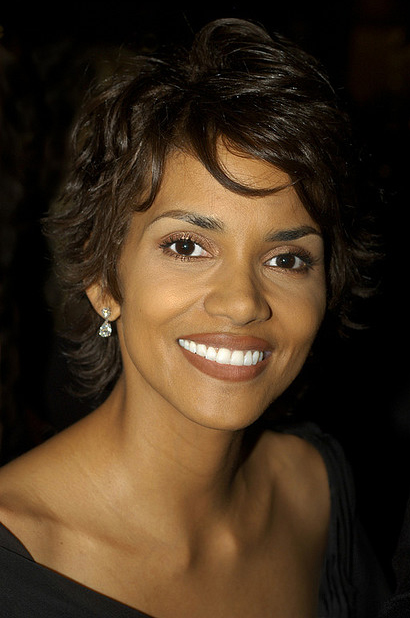
2008: Halle Berry
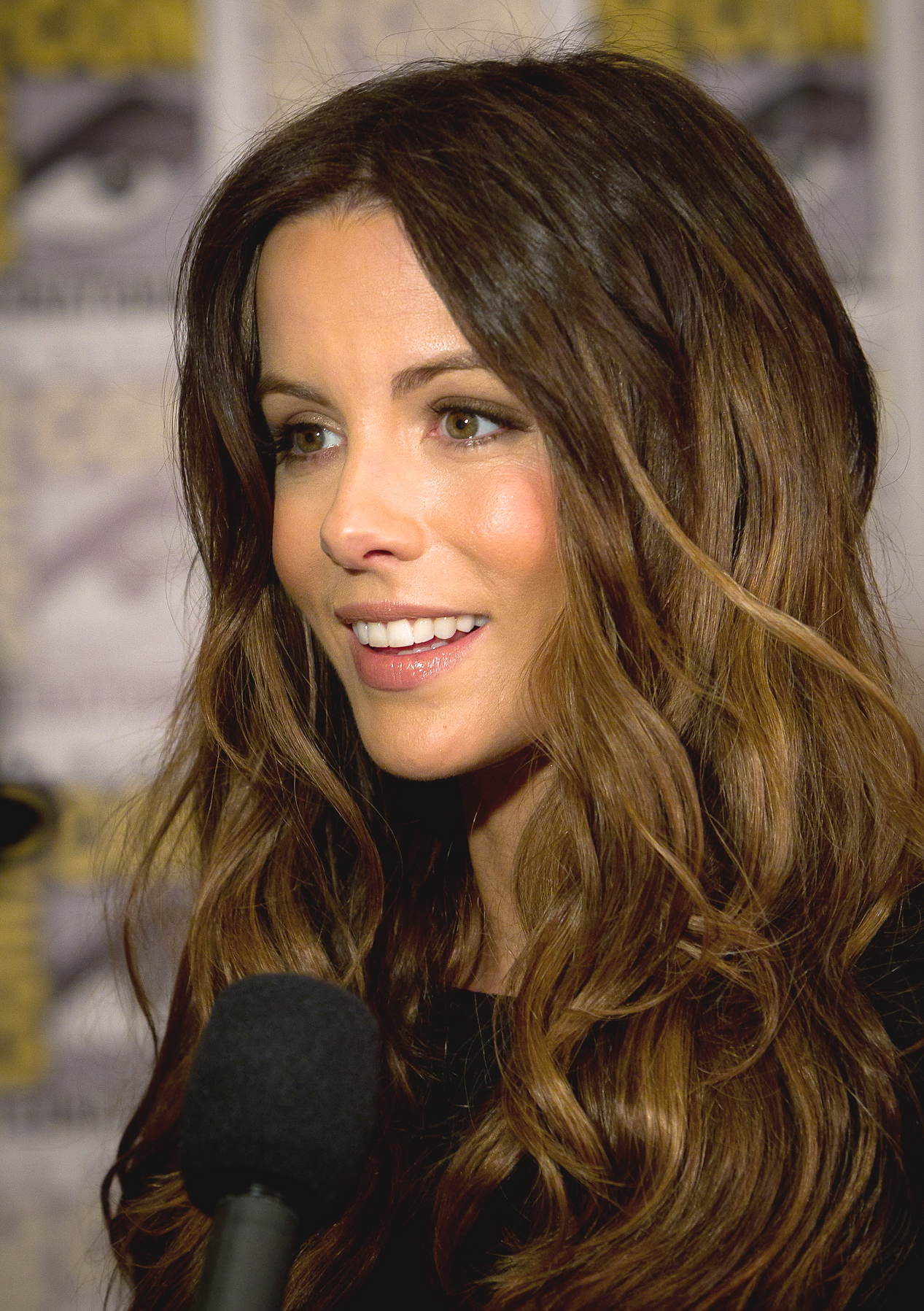
2009: Kate Beckinsale
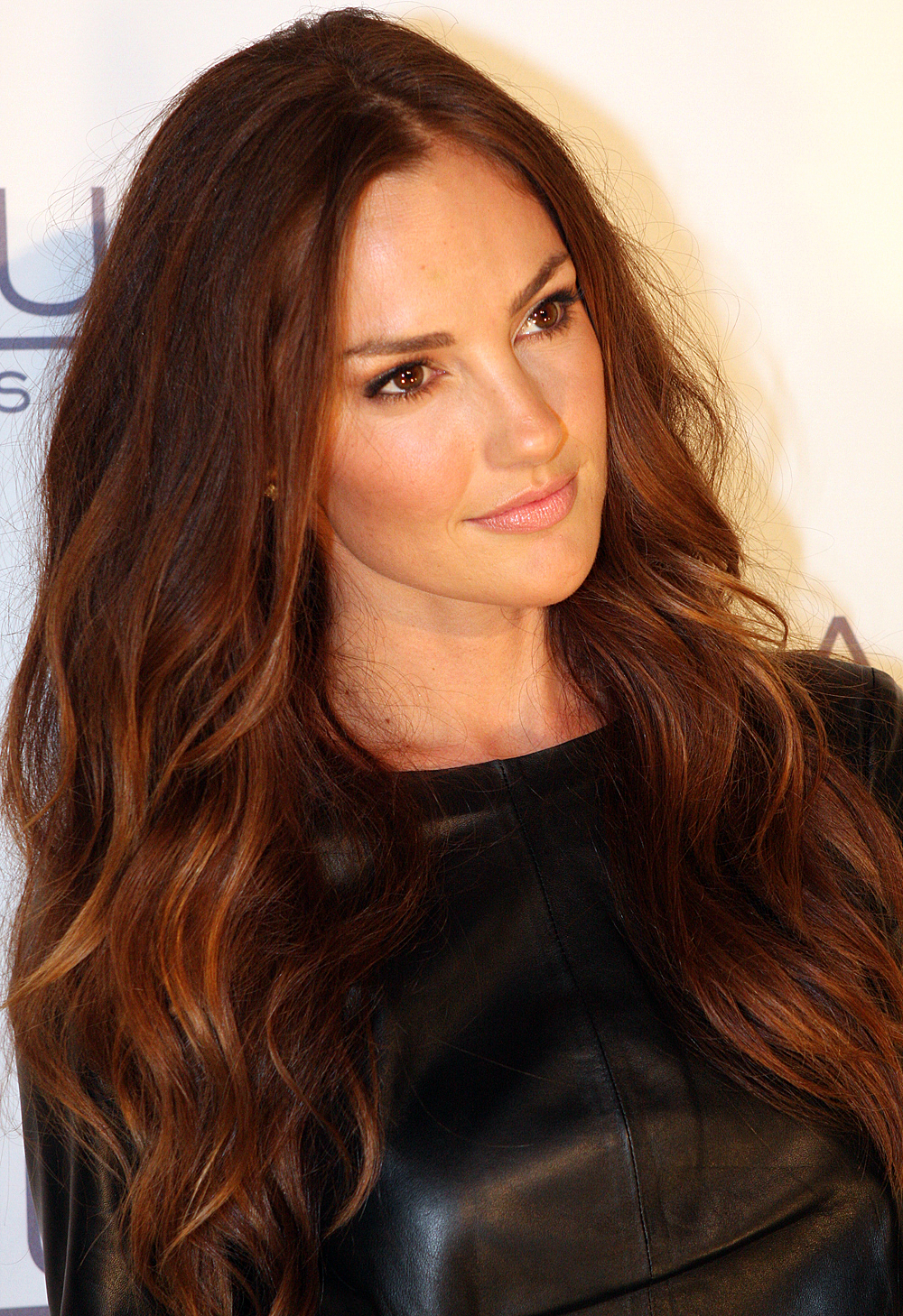
2010: Minka Kelly
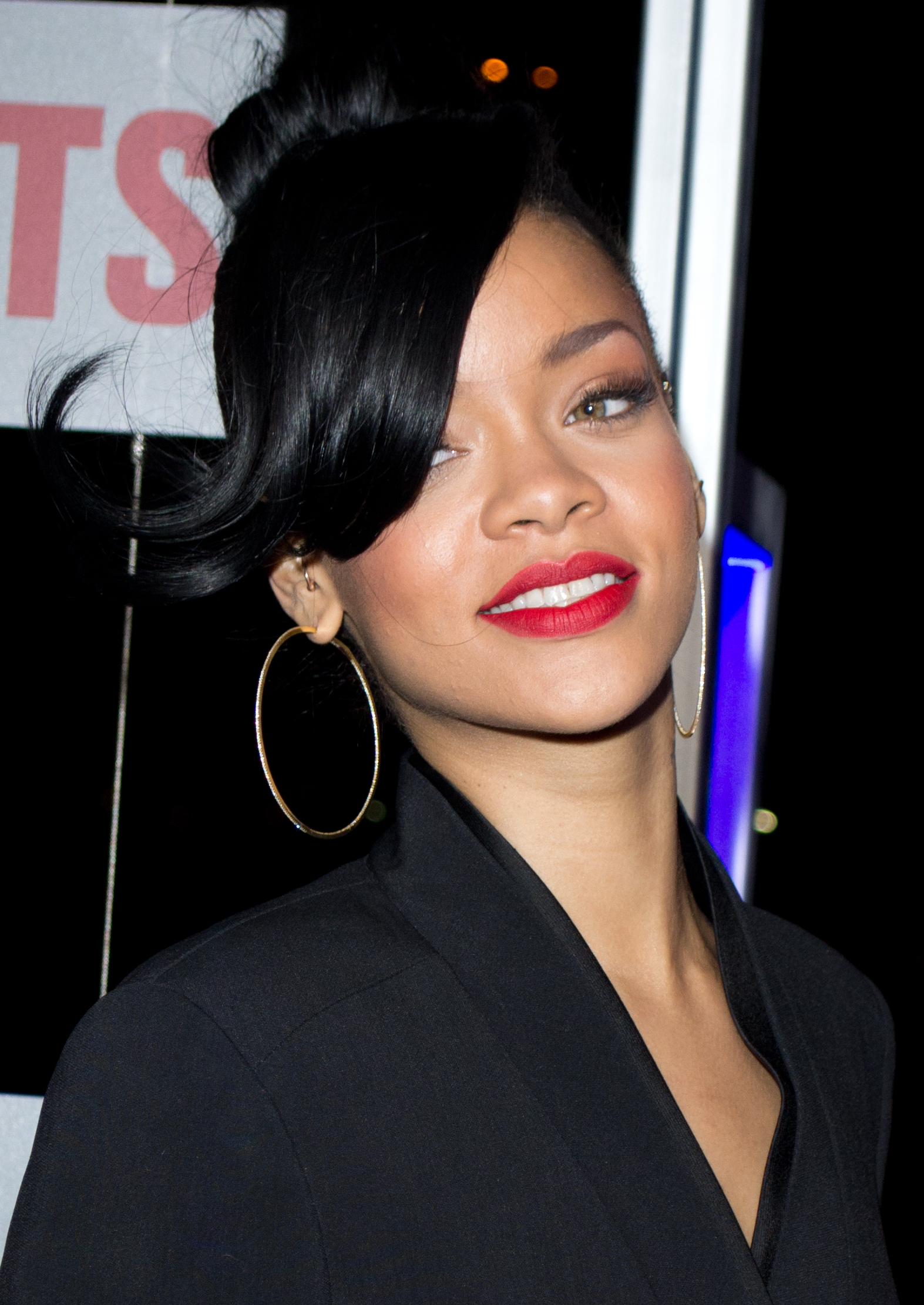
2011: Rihanna
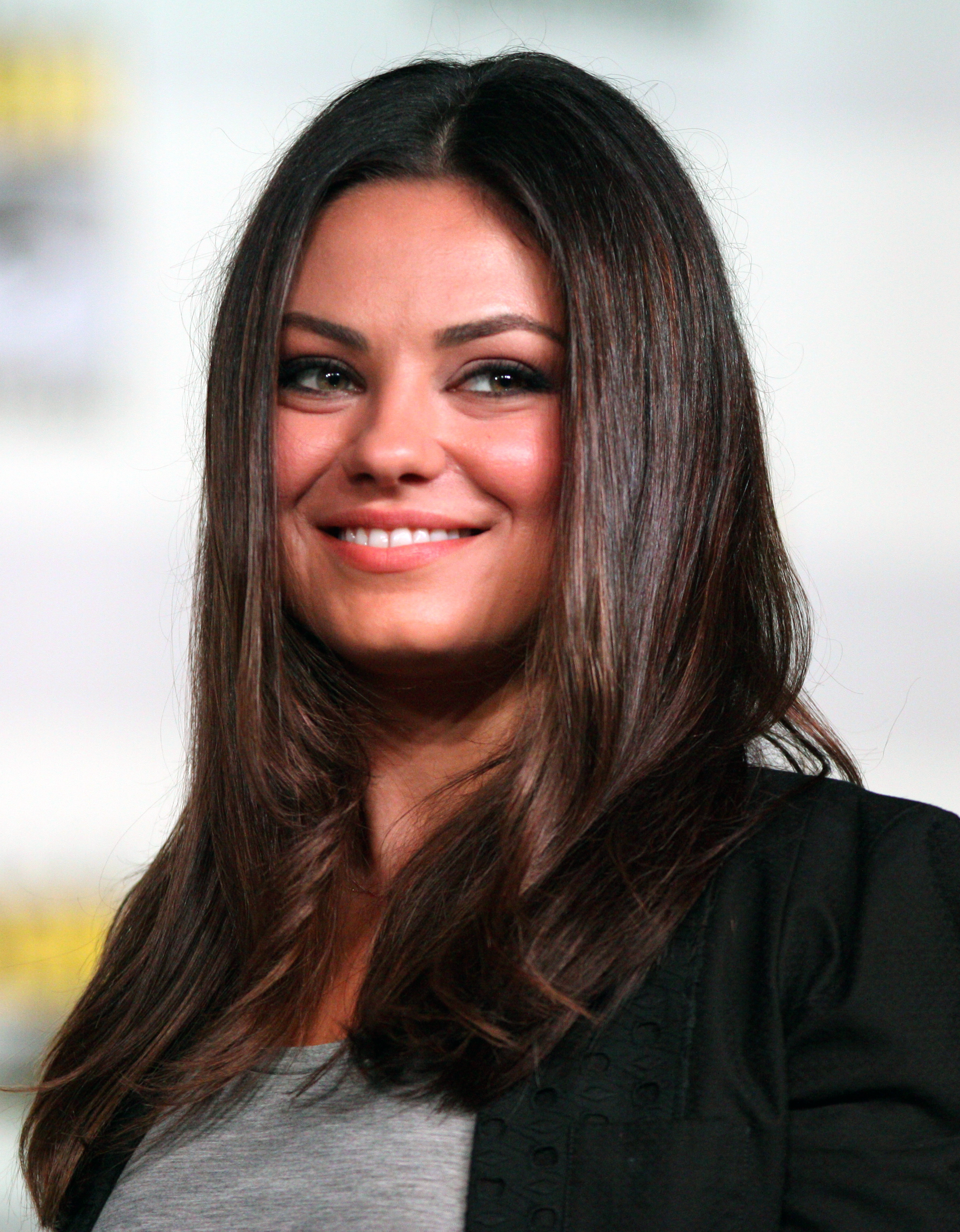
2012: Mila Kunis
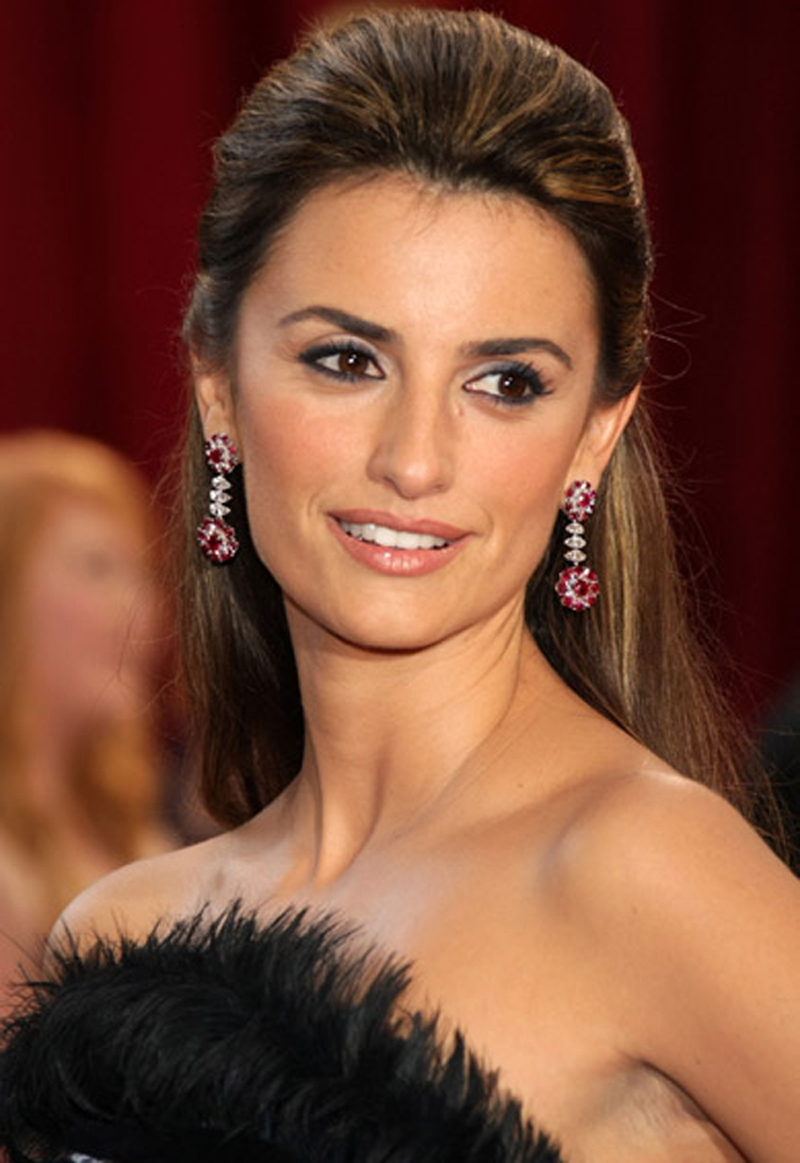
2014: Penélope Cruz
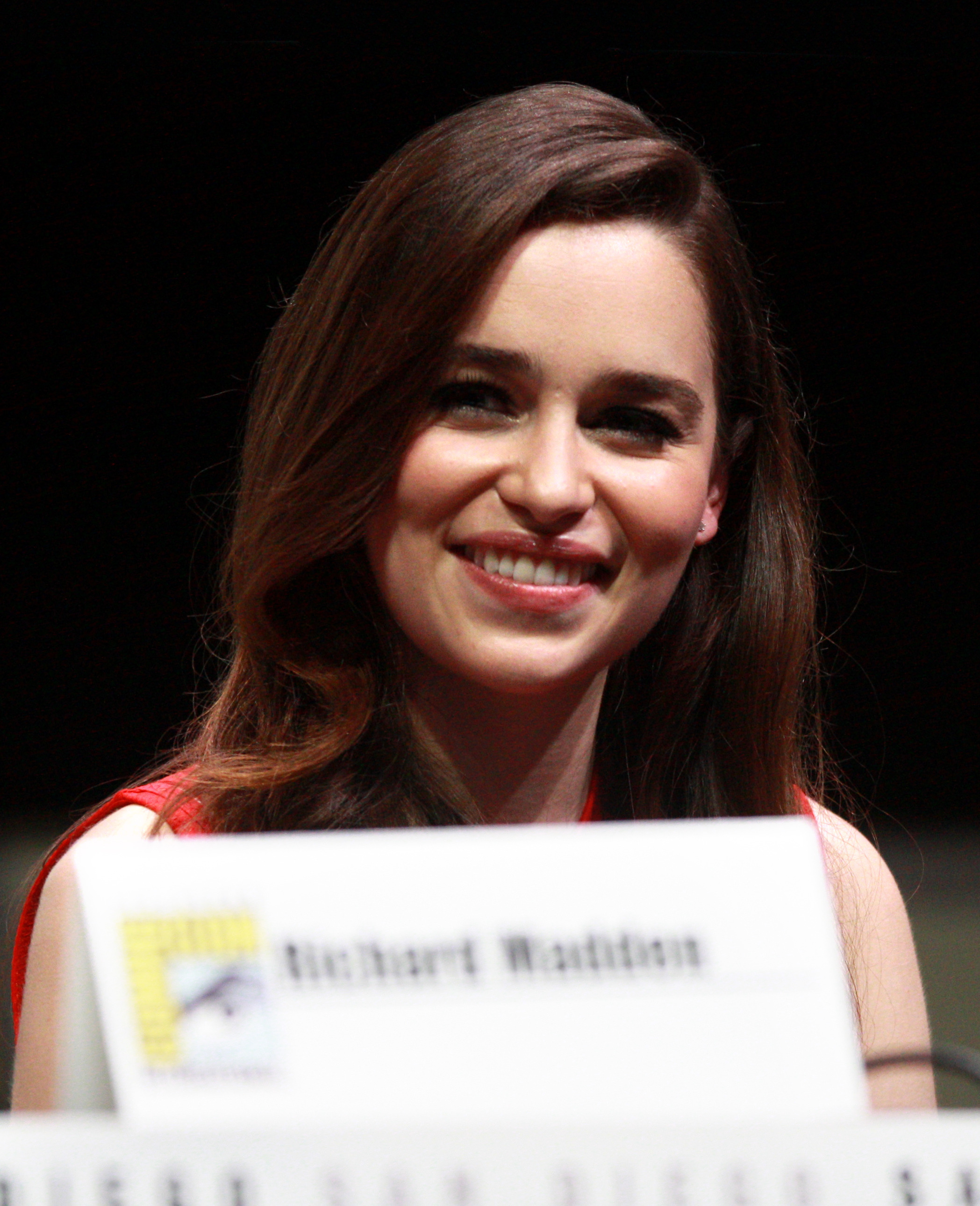
2015: Emilia Clarke